# Alan Longmuir
Alan Longmuir (Edimburgo, 20 de junho de 1948 – 2 de julho de 2018) foi um músico e baixista escocês na década de 1970.

## Biografia
Seu irmão mais novo Derek Longmuir foi um membro fundador e baterista do grupo.
Alan morreu em 2 de julho de 2018, depois de contrair uma doença quando estava em férias no México. Aos 70 anos.